# Die Moormörderin von Manchester
Die Moormörderin von Manchester (Originaltitel: Longford) ist ein britischer Film des Regisseurs Tom Hooper aus dem Jahr 2006.
Der Film behandelt die erfolglose Kampagne des britischen Lord Longford zur Begnadigung der Serienmörderin Myra Hindley.

## Handlung
Lord Longford, der sich für eine Reform der britischen Gefängnisse einsetzt und regelmäßig ebendiese besucht, erhält einen Brief der verurteilten Serienmörderin Myra Hindley, die gemeinsam mit Ian Brady in den Moormorden mehrere Kinder und Jugendliche umgebracht hatte.
Bei seinem Besuch bittet Hindley Longford um Bücher und um Unterstützung bei der Organisation eines Treffens mit Brady. Longford ist schockiert und teilt ihr mit, dass eine solche Bitte ihre Chancen auf eine Begnadigung stark verschlechtern würden. Hindley rechnete überhaupt nicht mit der Möglichkeit einer Begnadigung. Daraufhin beginnt Longford mit einer Kampagne für die Begnadigung von Myra Hindley.
Unklar bleibt, ob Hindley wirklich resozialisiert wurde oder ob sie Longford nur für ihre Ziele manipuliert. Longford besucht auch Brady, der seine ehemalige Komplizin als manipulativ beschreibt und Longford empfiehlt, sich von ihr fernzuhalten.
Longford, der an das Gute im Menschen glaubt, setzt seine Kampagne gegen zahlreiche Widerstände – aus der Politik aber auch der eigenen Familie – und trotz eigener Zweifel fort.
Longford stirbt im Jahr 2001 ohne sein Ziel erreicht zu haben. Hindley blieb bis zu ihrem Tod 2002 in Haft.

## Rezeption
Bei Rotten Tomatoes hält der Film 100 % positive Bewertungen mit einer Durchschnittsbewertung von 8,2 Punkten, basierend auf fünf Kritiken.
Bei Metacritic hält der Film einen Metascore von 88 Punkten, basierend auf 14 Kritiken.

## Auszeichnungen (Auswahl)
BAFTA TV Award
- Auszeichnung in der Kategorie Bester Schauspieler für Jim Broadbent
- Auszeichnung in der Kategorie Bester Schnitt Fiction/Entertainment für Melanie Oliver
- Auszeichnung in der Kategorie Bester Autor für Peter Morgan
- Nominierung in der Kategorie Bestes Drama für Peter Morgan, Tom Hooper, Helen Flint und Andy Harries
- Nominierung in der Kategorie Bester Schauspieler für Andy Serkis
- Nominierung in der Kategorie Beste Schauspielerin für Samantha Morton
- Nominierung in der Kategorie Beste Regie für Tom Hooper
- Nominierung in der Kategorie Beste Kamera und Beleuchtung für Danny Cohen
- Nominierung in der Kategorie Bestes Produktionsdesign für Michael Pickwoad

Primetime-Emmy-Verleihung 2007
- Nominierung in der Kategorie Fernsehfilm für Helen Flint, Andy Harries und Peter Morgan
- Nominierung in der Kategorie Nebendarstellerin in einer Miniserie oder einem Fernsehfilm für Jim Broadbent
- Nominierung in der Kategorie Nebendarstellerin in einer Miniserie oder einem Fernsehfilm für Samantha Morton
- Nominierung in der Kategorie Kostüme für eine Miniserie, einen Fernsehfilm oder ein Spezial für James Keast und Sarah Moore
- Nominierung in der Kategorie Musikkomposition für eine Miniserie, einen Fernsehfilm oder ein Spezial (Dramatic Underscore) für Rob Lane

Satellite Awards 2007
- Auszeichnung in der Kategorie Beste Darstellerin in einer Miniserie oder einem Fernsehfilm für Samantha Morton
- Nominierung in der Kategorie Bester Fernsehfilm
- Nominierung in der Kategorie Bester Darsteller in einer Miniserie oder einem Fernsehfilm für Jim Broadbent
- Nominierung in der Kategorie Bester Nebendarsteller für Andy Serkis

Golden Globe Awards 2008
- Golden Globe in der Kategorie Beste Mini-Serie oder Fernsehfilm
- Golden Globe in der Kategorie Bester Hauptdarsteller – Mini-Serie oder Fernsehfilm für Jim Broadbent
- Golden Globe in der Kategorie Beste Nebendarstellerin – Serie, Mini-Serie oder Fernsehfilm für Samantha Morton
- Nominierung in der Kategorie Bester Nebendarsteller – Serie, Mini-Serie oder Fernsehfilm für Andy Serkis